# Habřina
Habřina är en ort i Tjeckien. Den ligger i den centrala delen av landet, 100 km öster om huvudstaden Prag. Habřina ligger 261 meter över havet och antalet invånare är 228.
Terrängen runt Habřina är platt. Runt Habřina är det tätbefolkat, med 881 invånare per kvadratkilometer. Närmaste större samhälle är Hradec Králové, 13,0 km söder om Habřina. Trakten runt Habřina består till största delen av jordbruksmark.